# Macrocera variola
Macrocera variola är en tvåvingeart som beskrevs av Garrett 1925. Macrocera variola ingår i släktet Macrocera och familjen platthornsmyggor.
Artens utbredningsområde är British Columbia. Inga underarter finns listade i Catalogue of Life.